# Medina-Sidonia
Medina-Sidonia – miasto w Hiszpanii, we wspólnocie autonomicznej Andaluzja. W 2008 roku liczyło 11 514 mieszkańców.